# Naïve (groupe)
Naïve est un groupe de trip hop et metal progressif français, originaire de Toulouse. Le groupe décrit son style musical comme du « trip-hop metal ».

## Biographie
Naïve est formé en 2007 à Toulouse. En date de 2015, il est composé de Mox à la batterie et programmation des machines, de Jouch, à la guitare et au chant et de Rico, à la basse et au chant. Jouch explique que « Le groupe est né il y a à peu près 10 ans quand avec Mox le batteur nous avons décidé de lui donner vie, de mélanger tout ce qu'on aimait pour en faire notre style. La recherche d'un bassiste a été assez difficile jusqu'à ce que je croise Rico, alors bassiste de Mary Slut, à qui j'ai proposé de nous rejoindre il y a, je pense, six ans. »
En 2014, le groupe remporte le Headbang Contest lui permettant de participer au Motocultor Festival. En 2015, ils publient un nouvel album intitulé Altra. Il est enregistré et mixé par Clarence Mocquet au Moxoundz Studio, puis masterisé par Mobo au Conkrete Studio, et relativement bien accueilli par la presse spécialisée,,,.

## Membres
- Clarence « Mox » Mocquet — batterie, programmation[8]
- Eric « Rico » Zadro — basse, chœurs[8]
- Julien « Jouch » Rouche — chant, guitare, programmation[8]